# Proces Berliński
Proces Berliński (ang. The Berlin Process) – inicjatywa wspierająca współpracę regionalną państw Bałkanów Zachodnich i uzupełniająca politykę rozszerzenia Unii Europejskiej.

## Opis
Proces został zapoczątkowany przez Niemcy szczytem 28 sierpnia 2014 w Berlinie. Kolejne szczyty odbywały się w Wiedniu (2015), w Paryżu (2016), w Trieście (2017) i w Londynie (2018), Poznaniu (2019), Sofii (2020), Berlinie (2021 – zdalnie, 2022), Tiranie (2023).
W inicjatywie uczestniczy sześć państw Bałkanów Zachodnich, które są kandydatami na członków Unii Europejskiej (Czarnogóra, Serbia, Macedonia Północna, Albania) oraz potencjalnymi kandydatami (Bośnia i Hercegowina, Kosowo). W Procesie uczestniczą także niektóre państwa członkowskie UE – Austria, Bułgaria, Chorwacja, Francja, Grecja, Niemcy, Polska, Słowenia, Wielka Brytania, Włochy. Zaangażowane są także niektóre instytucje unijne, np. Komisja Europejska, Europejski Bank Inwestycyjny, Europejski Bank Odbudowy i Rozwoju.
Polska dołączyła do Procesu w 2018 na zaproszenie kanclerz Angeli Merkel, wcześniej uczestnicząc w szczycie londyńskim w charakterze obserwatora.

### Polska prezydencja
W 2019 Polska objęła przewodnictwo w Procesie. Głównym wydarzeniem polskiej prezydencji ma być zaplanowany na 4–5 lipca 2019 szczyt w Poznaniu. W wydarzeniu mają wziąć udział szefowie rządów i głowy państw oraz ministrowie gospodarki, spraw wewnętrznych i spraw zagranicznych członków inicjatywy oraz przedstawiciele Komisji Europejskiej, OECD. Równolegle odbywać się ma Forum Biznesu UE–Bałkany Zachodnie i Forum Społeczeństwa Obywatelskiego.
Priorytetami szczytu mają być:
- gospodarka;
- wzajemne powiązania infrastrukturalne (connectivity);
- wymiar obywatelski (obejmujący społeczeństwo obywatelskie, think tanki, młodzież i kulturę);
- bezpieczeństwo.

Pełnomocnikiem rządu ds. Poznańskiego Szczytu Bałkanów Zachodnich jest Szymon Szynkowski vel Sęk, a koordynatorem  jest Wiesław Tarka.

## Członkowie
Uczestnicy będący członkami Unii Europejskiej:
- Austria
- Bułgaria
- Chorwacja
- Francja
- Grecja
- Niemcy
- Polska
- Słowenia
- Włochy

Uczestnicy nienależący do Unii Europejskiej:
- Albania
- Bośnia i Hercegowina
- Czarnogóra
- Kosowo
- Macedonia Północna
- Serbia
- Wielka Brytania